# 千種海岸
千種海岸（ちぐさかいがん）は、千葉県市原市の五井地区にある大字。郵便番号は299-0108。

## 概要
市原市北西部の五井地区にある埋め立て地である。
北と西は東京湾、東は青柳北、南は千種と今津朝山と接している。

## 世帯数と人口
2017年（平成29年）11月1日現在の世帯数と人口は以下の通りである。
| 町丁字   | 世帯数 | 人口 |
| -------- | ------ | ---- |
| 千種海岸 | 2世帯  | 2人  |

## 通学区域
市立小学校・市立中学校の通学区域は以下の通りである。
| 番地 | 小学校             | 中学校             |
| ---- | ------------------ | ------------------ |
| 全域 | 市原市立千種小学校 | 市原市立千種中学校 |

## 施設
- ENEOS 千葉製油所
- 東レ 千葉工場
- JSR 千葉工場
- 三井化学 市原工場

## 交通

### 鉄道
- 京葉臨海鉄道（貨物線）前川駅

### 道路
- 国道16号